# Ferdinand Augustin Hallerstein
Pour les articles homonymes, voir Hallerstein.
Compléments
Hallerstein fut à la tête du bureau d'astronomie impériale de Chine
August(in) Ferdinand Haller von Hallerstein, ou plus simplement Ferdinand Augustin Hallerstein (en slovène Ferdinand Avguštin Hallerstein), dont le nom chinois était Liu Songling (刘松龄 / 劉松齡, liú sōnglíng), né le 17 août 1703 à Laibach (Duché de Carniole) et décédé le 29 octobre 1774 à Pékin (Chine), est un prêtre jésuite carniolien, missionnaire en Chine, astronome et mathématicien. Il joua un rôle important dans le développement de la science et de l'astronomie dans la Chine du XVIIIe siècle.
Durant son séjour en Chine, il fut en rapport épistolaire régulier avec les membres de sa famille, ses confrères jésuites en Europe, la reine du Portugal, Marie-Anne d'Autriche, ainsi que différents membres des sociétés royales savantes de Londres, Paris et Saint-Pétersbourg.

## Biographie
Né en 1703 en Slovènie, à Ljubljana, en Carniole (alors partie de la Monarchie de Habsbourg, maintenant en Slovénie). Il passe sa jeunesse à Mengeš où sa famille possède le Château Ravbar, et étudie au collège jésuite de Ljubljana avant d'entrer dans la Compagnie de Jésus le 27 octobre 1721, à Vienne.
Il arrive en Chine en 1739 et est nommé à la tête du bureau d'astronomie impériale, à la succession de Ignatius Kögler en 1746, poste qu'il garda pendant environ 30 ans. Pendant cette période il a échangé différents courriers avec l'artiste peintre et jésuite italien, Giuseppe Castiglione, qui habitait dans la même résidence, ce qui nous renseigne sur la vie des jésuites à la cour de l'empereur mandchou Qianlong de la dynastie Qing, et sur l'œuvre de Castiglione.